# Varnost kriptovalut
Vprašanje varnosti kriptovalut se nanaša na poskuse pridobivanja digitalnih valut z nezakonitimi sredstvi, na primer z lažnim predstavljanjem, prevarami, napadom v oskrbovalni verigi, vdori ali ukrepi za preprečevanje nedovoljenih transakcij s kriptovalutami in tehnologijami za shranjevanje. V skrajnih primerih lahko vdor poteka tudi preko računalnika, ki ni povezan z nobenim omrežjem. Nevarnost pri trgovanju s kriptovalutami predstavljata tudi manipulativno trgovanje kupcev z velikim kapitalom (t. i. kiti – whales) in razpok kriptovalutnega mehurčka.

## Varnostne tehnologije za kriptovalute
Na voljo so številne denarnice  za kriptovalute, z različnimi stopnjami varnosti, vključno z napravami, programsko opremo za različne operacijske sisteme ali brskalnike in denarnice brez povezave. 

## Pomembne kraje
V prvi polovici leta 2018 je bilo ukradenih okoli 1.1 milijard dolarjev kriptovalut

### Borze
Znani vdori v kriptovalutne borze:
- Bitstamp: V letu 2015 je bilo ukradenih kriptovalut v vrednosti 5 milijonov dolarjev;
- Mt. Gox: Med letoma 2011 in 2014 so ukradli bitcoine v vrednosti 350 milijonov dolarjev;
- Bitfinex: V letu 2016 je bilo z izkoriščanjem menjalne denarnice ukradenih 72 milijonov dolarjev, uporabnikom je bilo povrnjenih;
- NiceHash: V letu 2017 je bilo ukradenih več kot 60 milijonov dolarjev kriptovalut.[4]
- Coincheck: V letu 2018 so bili ukradeni NEM žetoni v vrednosti 400 milijonov dolarjev;[5]
- Zaif: Septembra 2018 je bilo ukradenih 60 milijonov dolarjev v Bitcoin, Bitcoin Cash in Monacoin.[6]

### Valute
Dogodek DAO v letu 2016,ki je povzročil izkoriščanje v izvirnih pametnih pogodbah Ethereum se je izrazil v številnih transakcijah, s tem pa se je ustvarilo dodatnih 50 milijonov dolarjev. Kasneje je bila valuta razdeljena na Ethereum Classic in Ethereum, pri čemer je slednja nadaljevala z novim blokiranjem verige brez izkoriščenih transakcij. 
Leta 2017 je Tether oznanil, da je bil izveden elektronski vdor v sistem pri čemer so izgubili  31 milijonov dolarjev iz USTD iz svoje primarne denarnice. Podjetje je označilo ukradeno valuto v upanju, da jo bodo 'zaklenili' v hekerjevo denarnico (zaradi česar  valute ne bo mogoče zapraviti). 

#### Bitcoin
V preteklosti se je pojavilo mnogo primerov kraje bitcoinov. Decembra 2017 je bilo iz zamenjav kriptovalut ukradenih okoli 980.000 bitcoin-ov.
Eden izmed načinov kraje  vključuje dostop do zasebnega ključa žrtvinega bitcoin naslova, ali njene spletne denarnice.Če je ukraden zasebni ključ se lahko vse bitcoine prenese iz ogroženega naslova. V tem primeru omrežje nima nobenih določb za identifikacijo tatov, blokiranje nadaljnjih transakcij teh ukradenih bitcoinov ali njihovo vrnitev zakonitemu lastniku.
Kraja se pojavlja tudi na mestih, kjer se bitcoini uporabljajo za nakup nezakonitega blaga. Konec novembra 2013 je bilo domnevno ukradenih 100 milijonov dolarjev bitcoinov iz spletnega trga nezakonitega blaga Sheep Marketplace, ki je bil nemudoma zaprt. Uporabniki so spremljali kovance, ko so bili obdelani in pretvorjeni v gotovino, vendar ni bilo izterjanih sredstev in ni bilo ugotovljenih krivcev.Drugačna črna tržnica, Silk Road 2, je trdila, da so bili med vdorom februarja 2014  iz depozitnih računov vzeti bitcoini, vredni 2,7 milijona dolarjev.
Mesta, kjer uporabniki menjajo bitcoine za gotovino ali jih shranjujejo v "denarnice", so ravno takoj kraj tarče. V Inputs.io, avstralsko službo za denarnico, so v oktobru 2013 dvakrat vdrli pri čemer je izgubila več kot 1 milijon dolarjev bitcoinov.GBL, kitajska platforma za trgovanje z bitcoinom, se je 26. oktobra 2013 nenadoma zaprla; naročniki, ki se niso mogli vpisati pa so ob tem izgubili do 5 milijonov dolarjev bitcoinov.Konec februarja 2014 je Mt. Gox, ena največjih virtualih borz, v Tokiju razglasila stečaj in poročala, da so bili ukradeni bitcoini v vrednosti 350 milijonov dolarjev.Flexcoin, specialist za shranjevanje bitcoinov s sedežem v Alberti v Kanadi je prenehal poslovati marca 2014, ko je sporočil, da je odkril krajo približno 650.000 dolarjev bitcoinov.Poloniex, digitalna borza, je marca 2014 poročala, da je izgubila bitcoine v vrednosti 50.000 dolarjev. Januarja 2015 je bila borza, stacionirana v Združenem kraljestvu, ki je sicer tretja najbolj obremenjena borza na svetovni ravni, napadena, pri čemer je bilo ukradenih 5 milijonov dolarjev bitcoinov. Februarja 2015 je kitajska borza BTER izgubila bitcoine v vrednosti skoraj 2 milijona dolarjev.
Velika bitcoin borza, Bitfinex, je bila napadena  leta  2016 pri čemer je bilo ukradenih skoraj 120.000 bitcoinov (okoli $ 60M). Bitfinex je bil prisiljen prekiniti trgovanje. Kraja je druga največja zgodba o plembi bitcoinov, premajhna le za Mt. Kraja Goxa v letu 2014. Po podatkih Forbesa "bodo vsi kupci Bitfinexa" ... izgubili denar. Podjetje je na celotnem trgu napovedalo zmanjšanje za 36,067%.6. decembra 2017 je bilo po napadu na spletno platformo NiceHash ukradenih več kot 60 milijonov dolarjev bitcoinov. Po besedah generalnega direktorja Marka Kobala in soustanovitelja Saše Coha je bilo ukradenih bitcoinov v  skupni vrednosti 64 milijonov ameriških dolarjev, čeprav so uporabniki opozorili na bitcoin denarnico, ki je vsebovala 4.736,42 bitcoina, kar znaša 67 milijonov dolarjev.
7. maja 2019 so hekerji ukradli več kot 7000 bitcoinov iz borze Binance v skupni vrednosti več kot 40 milijonov ameriških dolarjev. Izvršni direktor Binance Zhao Changpeng je dejal: "Hekerji so uporabili različne tehnike, vključno z lažnim predstavljanjem, virusi in drugimi napadi .... Hekerji so imeli potrpljenje, da čakajo in izvajajo dobro organizirane akcije z več navidezno neodvisnimi računi v najbolj primernem času."
Kraje so sprožile pomisleke glede varnosti. Charles Hayter, ustanovitelj spletne strani za digitalno primerjavo valut CryptoCompare, je dejal: "To je spomin na krhkost infrastrukture v tako nastajajoči industriji." Glede na predstavitev Odbora predstavnikov ameriškega parlamenta o majhnem poslovanju 2. aprila 2014 "ti prodajalci nimajo regulativnega nadzora, minimalnih standardov kapitala in ne zagotavljajo zaščite potrošnikov pred izgubo ali krajo."

### Goljufije
Josh Garza, ki je leta 2014 ustanovil podjetje za šifriranje valute GAW Miners in ZenMiner, je v sporazumu o priznanju krivde potrdil, da so podjetja del piramidne sheme in se tako leta 2015 izrekel za krivega prevare proti Garzi.  Naloženo mu je bilo plačilo sodbe v višini 9,1 milijona dolarjev in 700.000 dolarjev obresti. Pritožba SEC je navedla, da je Garza prek svojih družb z goljufijo prodal "investicijske pogodbe, ki predstavljajo deleže v dobičku, ki so ga zahtevale«.
Po zaprtju je bila leta 2018 vložena tožba za 771.000 dolarjev v skupni tožbi proti platformi za kriptovalute, znani kot BitConnect, vključno s platformo za promocijo YouTube kanalov. Prvotna opozorila o goljufiji, ki se nanašajo na BitConnect in izdaja prepovedi s strani Texas State Securities Board so navedli obljube o velikih mesečnih povračilih.
Nekatere zlonamerne programske opreme lahko ukradejo zasebne ključe za bitcoin denarnice, kar omogoča, da se bitcoini sami ukradejo. Najpogostejši tip računalnikov išče kriptovalute za nalaganje na oddaljeni strežnik, kjer se lahko uničijo in ukradejo njihove kovance. Mnogi od njih zapisujejo pritiske na tipke za zapisovanje gesel, pri čemer se pogosto izognejo potrebi po razkrivanju ključev. Drugačen pristop goljufije zazna, kdaj je bitcoin naslov kopiran v odložišče in ga hitro zamenja z drugačnim naslovom, kar ljudi napelje, da pošiljajo bitcoine na napačen naslov.Ta metoda je učinkovita, ker so transakcije Bitcoin nepovratne.
Februarja 2014 so poročali o  virusu, ki se je razširil skozi botnet Pony in ukradel do 220.000 dolarjev v kriptovalutah, vključno z bitcoini iz 85 denarnic. Varnostno podjetje Trustwave, ki je spremljalo zlonamerno programsko opremo, poroča, da je njegova najnovejša različica lahko ukradla 30 vrst digitalne valute.
Vrsta zlonamerne programske opreme Mac, ki je bila aktivna v avgustu 2013 se imenuje  Bitvanity in predstavlja kot generator naslovov za denarnico. Ukradla  je naslove in zasebne ključe programske opreme kupcev bitcoinov.V februarju 2014 so poročali o drugačnem trojanskem konju za macOS, imenovanem CoinThief, ki je odgovoren za več krajev v bitcoinih. Programska oprema je bila skrita v različicah nekaterih aplikacij za kriptovalute na spletnem mestu Download.com in MacUpdate.

## Nepooblaščeno rudarjenje
Junija 2011 je Symantec opozoril na možnost, da bi lahko računalniško povezane naprave prikrito brskale za bitcoini. Malware je uporabil zmožnosti paralelne obdelave grafičnih procesorjev, ki so bile vgrajene v številne sodobne grafične kartice. Čeprav je povprečni računalnik z integriranim grafičnim procesorjem praktično neuporaben za pridobivanje bitcoinov, bi lahko nekaj deset tisoč osebnih računalnikov, opremljenih z  ustrezno programsko opremo za iskanje bitcoinov, prineslo nekatere rezultate.
V sredini avgusta 2011 so bili odkriti bitcoin rudarski botneti, in manj kot tri mesece pozneje je Mac OS X z trojanskim konjem okužil bitcoine.
Aprila 2013 je bila elektronska športna organizacija E-Sports Entertainment obtožena ugrabitve 14.000 računalnikov za iskanje bitcoinov; družba je kasneje poravnala zadevo z državo New Jersey.
Nemška policija je decembra 2013 aretirala dve osebi, ki sta predelali obstoječi botnetnega program in izvedla rudarjenje bitcoinov, policija pa je povedala, da je bil uporabljen za rudarjenje bitcoinov v vrednosti vsaj 950.000 dolarjev.
Evropski Yahoo! je štiri dni v decembru 2013 in januarju 2014 gostil oglas, ki je vseboval zlonamerno programsko opremo za bitcoin, katera je okužila približno dva milijona računalnikov. Programska oprema, imenovana Sefnit, je bila prvič odkrita sredi leta 2013 in je bila priložena številnim programskim paketom. Microsoft je zlonamerno programsko opremo odstranil s pomočjo Microsoft Security Essentials in druge varnostne programske opreme.
Objavljenih je bilo več poročil zaposlenih ali študentov, ki uporabljajo univerzitetne ali raziskovalne računalnike za rudarjenje po bitcoinih.
20. februarja 2014 je bil članu skupnosti Harvarda odvzet dostop do univerzitetnega raziskovalnega računalništva po vzpostavitvi »dogecoin«  operacije z uporabo harvardske raziskovalne mreže , v skladu z interno elektronsko pošto ki sta jo poslala Fakulteta za umetnost in Znanstveno-raziskovalni s področja računalništva in pisarne. 